# 国道376号
国道376号（こくどう376ごう）は、山口県山口市から岩国市に至る一般国道である。

## 概要
山口県東部の山間部を東西に横切る路線で、山口市と県東部を短絡する路線の一つである。山口市内の徳地から仁保付近では中国自動車道とほぼ並行し、その後は周南市山間部の和田地区・須々万地区を通過し、中国山地を縫うようにして走行する。全区間が2車線で整備されている。島地川ダムから徳地方面へは、2020年（令和2年）7月から周南市高瀬での通行止めのため2年あまり通り抜けできなかった。2022年（令和4年）11月に通行止めは解除されたが、解除時点では通行可能な車両は車幅2.25 m以下に限られている。

### 路線データ
一般国道の路線を指定する政令に基づく起終点および重要な経過地は次のとおり。
- 起点：山口市（仁保入口交差点 = 国道9号交点、山口県道201号宮野上山口停車場線起点）
- 終点：山口県玖珂郡周東町[注釈 2]（西長野郵便局前交差点 = 国道2号交点、山口県道142号久杉高水停車場線上）
- 重要な経過地: 山口県佐波郡徳地町[注釈 3]、新南陽市（垰）[注釈 4]、徳山市（長穂）[注釈 4]
- 総延長 : 70.0 km（重用区間を含む。）[2][注釈 5]
- 重用延長 : 5.5 km[2][注釈 5]
- 未供用延長 : なし[2][注釈 5]
- 実延長 : 64.5 km[2][注釈 5]
  - 現道 : 64.5 km[2][注釈 5]
  - 旧道 : なし[2][注釈 5]
  - 新道 : なし[2][注釈 5]
- 指定区間：なし[3]

## 歴史
- 1975年（昭和50年）4月1日 - 一般国道376号（山口県美祢市 - 山口県玖珂郡周東町）として指定[4]。
- 1982年（昭和57年）4月1日 - 美祢市 - 山口市間を国道435号に編入し、本国道は山口市 - 玖珂郡周東町間となる。
- 2020年（令和2年）7月9日 - 7月の記録的豪雨で、島地川ダム付近（周南市高瀬）で道路が陥没。同日午後0時より全面通行止となる[5]。
- 2022年（令和4年）11月22日 - 14時に島地川ダム付近の通行止めが解除され、片側交互通行へ移行[6]。

## 路線状況

### バイパス
- 須々万バイパス（山口県周南市、3.6 km）

### 重複区間
- 国道489号（山口市徳地堀 - 周南市大字米光）
- 国道315号（周南市大字長穂 - 周南市大字須々万本郷（すすまほんごう））
- 国道434号（周南市大字須々万本郷）

### 道路施設

#### トンネル
- 荷卸隧道：延長64 m、1974年（昭和49年）竣工、山口市
- 高瀬トンネル：延長87 m、1978年（昭和53年）竣工、周南市
- 大崩（おおづえ）トンネル：延長91 m、1988年（昭和63年）竣工、周南市
- 大道理トンネル：延長105 m、1990（平成2年）竣工、周南市
- ひよぢトンネル：延長75 m、1986年（昭和61年）周南市

#### 道の駅
- 仁保の郷（山口市）

## 地理

### 通過する自治体
- 山口県
  - 山口市 - 周南市 - 岩国市

### 交差する道路
| 交差する道路                                                                           | 市町村名 | 交差する場所                     | 交差する場所                |
| -------------------------------------------------------------------------------------- | -------- | -------------------------------- | --------------------------- |
| 国道9号 国道262号 重複 山口県道10号山口福栄須佐線 重複 山口県道201号宮野上山口停車場線 | 山口市   | 宮野上                           | 仁保入口交差点 / 起点       |
| 山口県道26号山口鹿野線 重複区間起点 島根県道・山口県道123号柿木山口線                  | 山口市   | 仁保中郷                         | 井開田交差点                |
| 山口県道26号山口鹿野線 重複区間終点                                                    | 山口市   | 仁保中郷                         |                             |
| 山口県道26号山口鹿野線 / 別線 山口県道197号仁保中郷奈美線                              | 山口市   | 仁保中郷                         |                             |
| 山口県道24号防府徳地線                                                                 | 山口市   | 徳地堀                           |                             |
| 山口県道503号佐波川自転車道線                                                          | 山口市   | 徳地堀                           |                             |
| 国道489号 重複区間起点 山口県道184号三田尻港徳地線                                     | 山口市   | 徳地堀                           |                             |
| 山口県道9号徳山徳地線                                                                  | 山口市   | 徳地山畑                         |                             |
| 山口県道169号湯野山畑線                                                                | 山口市   | 徳地山畑                         |                             |
| 山口県道192号串戸田線 重複区間起点                                                     | 山口市   | 徳地島地                         |                             |
| 山口県道180号串夜市線 重複区間起点 山口県道192号串戸田線 重複区間終点                  | 周南市   | 大字米光                         |                             |
| 国道489号 重複区間終点                                                                 | 周南市   | 大字米光                         |                             |
| 山口県道321号和田上村線                                                                | 周南市   | 大字垰（たお）                   |                             |
| 山口県道180号串夜市線終点 重複区間終点                                                 | 周南市   | 大字高瀬                         |                             |
| 山口県道・島根県道3号新南陽津和野線 重複区間起点                                       | 周南市   | 大字大道理                       |                             |
| 山口県道・島根県道3号新南陽津和野線 重複区間終点                                       | 周南市   | 大字大道理                       | 瀬戸兼交差点                |
| 国道315号 重複区間起点                                                                 | 周南市   | 大字長穂                         |                             |
| 国道315号 重複区間終点 国道434号 重複区間起点                                          | 周南市   | 大字須々万本郷（すすまほんごう） |                             |
| 国道434号 重複区間終点 山口県道41号下松鹿野線                                          | 周南市   | 大字須々万本郷                   |                             |
| 山口県道8号徳山光線 重複区間起点 山口県道139号三瀬川下松線                             | 周南市   | 大字中須南                       | 中須交差点                  |
| 山口県道8号徳山光線 重複区間終点                                                       | 周南市   | 大字中須南                       |                             |
| 山口県道140号獺越下松線                                                                | 周南市   | 大字八代                         |                             |
| 山口県道142号久杉高水停車場線 重複区間起点                                             | 岩国市   | 周東町獺越（おそごえ）           |                             |
| 国道2号 山口県道142号久杉高水停車場線 重複区間終点                                     | 岩国市   | 周東町下須通                     | 西長野郵便局前交差点 / 終点 |

### 交差する鉄道
- 山口線

### 峠
- 荷卸峠（山口市）
- 杉ヶ峠